# Liste der Monuments historiques in Chevilly-Larue
Die Liste der Monuments historiques in Chevilly-Larue führt die Monuments historiques in der französischen Stadt Chevilly-Larue auf.

## Liste der Bauwerke
| Bezeichnung        | Beschreibung | Standort                       | Kennzeichnung | Schutzstatus | Datum | Bild           |
| ------------------ | ------------ | ------------------------------ | ------------- | ------------ | ----- | -------------- |
| Kirche Ste-Colombe |              | Rue Jaume (Lage)               | PA00079865    | Inscrit      | 1928  | weitere Bilder |
| Pavillon           |              | 12, rue du Père-Mazurié (Lage) | PA00079866    | Inscrit      | 1928  |                |

## Liste der Objekte

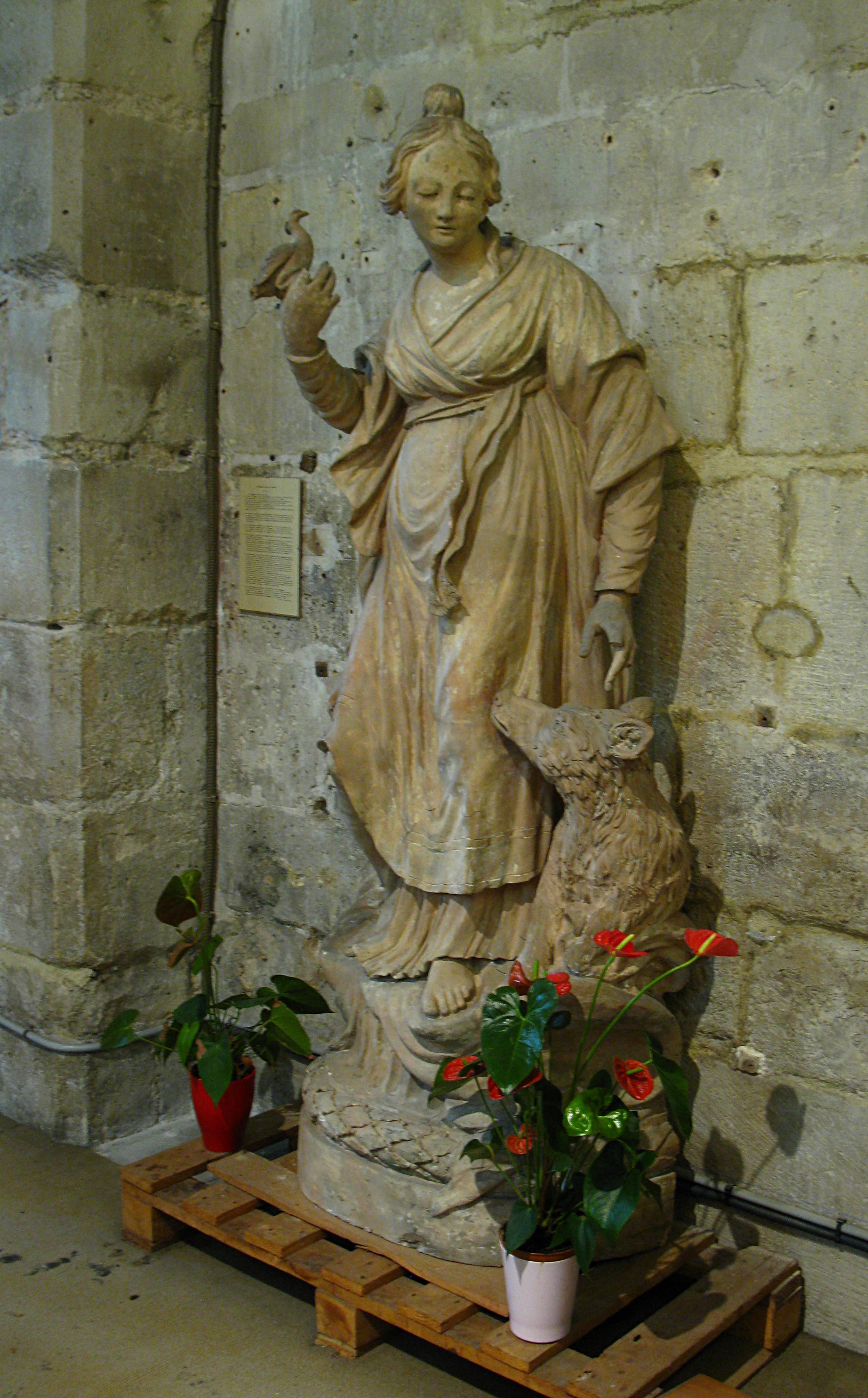
Skulptur der heiligen Columba in der Kirche Ste-Colombe (18. Jahrhundert)

- Monuments historiques (Objekte) in Chevilly-Larue in der Base Palissy des französischen Kultusministeriums